# Förtöjningsmasten för luftskepp i Ny-Ålesund

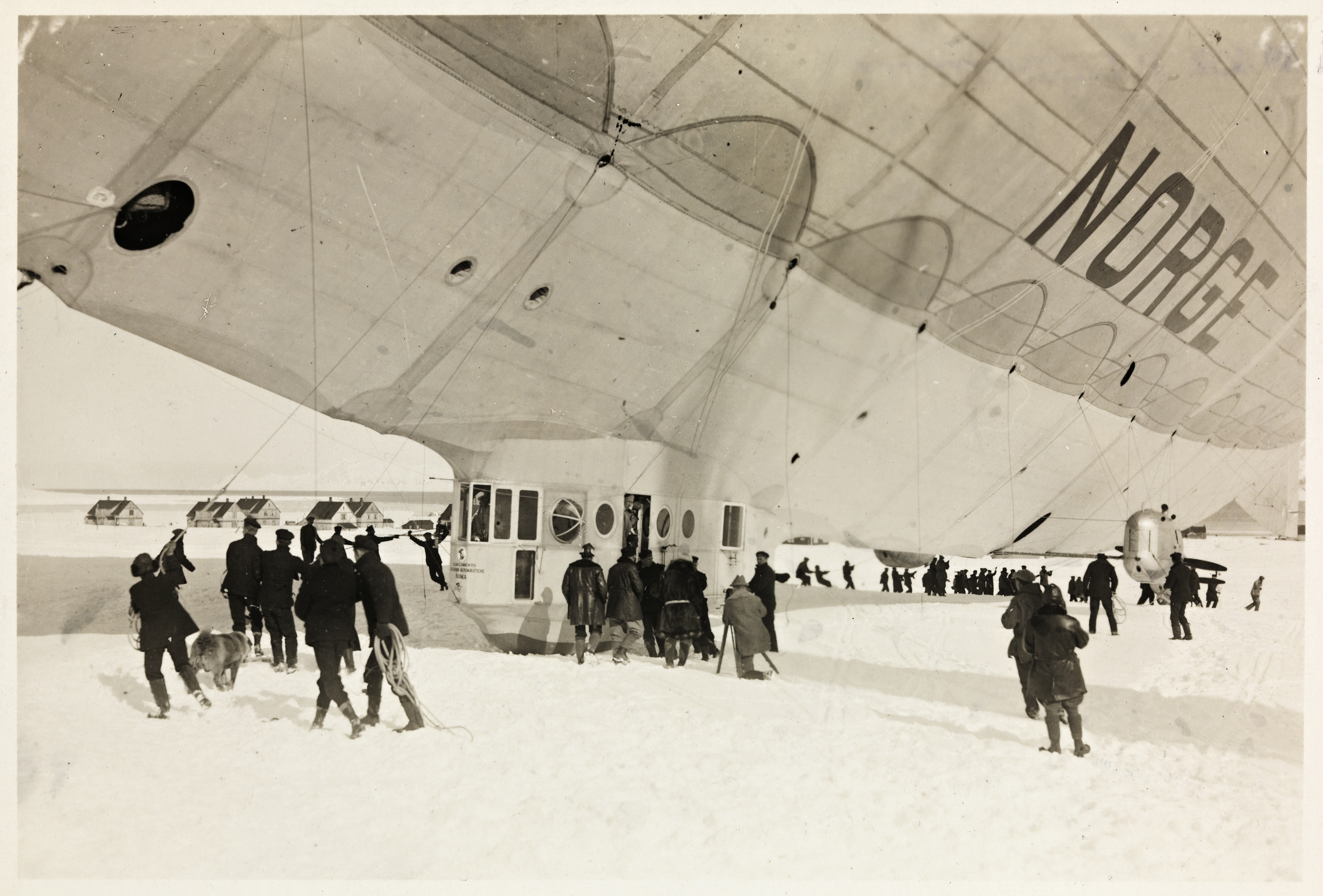
Norge strax före avfärd från Ny-Ålesund den 11 maj 1926. Luftskeppet hålls på backen av alla närvarande. Roald Amundsen står i dörren på gondolen.

Förtöjningsmasten för luftskepp i Ny-Ålesund är en anordning för ankring av luftskepp i Ny-Ålesund på Spetsbergen i Svalbard. 
Masten användes vid Roald Amundsens färd mot Nordpolen med Norge 1926 och Umberto Nobiles färder med Italia 1928.
Samtidigt med byggandet av en förtöjningsmast i Ny-Ålesund byggdes master för luftskeppet Norge i Ekeberg i Oslo och i Vadsø i Finnmark. Den i Oslo har rivits, medan den i Vadsø har bevarats som kulturminne.
Luftskeppshangaren revs, men grundmuren finns kvar.

## Fotogalleri

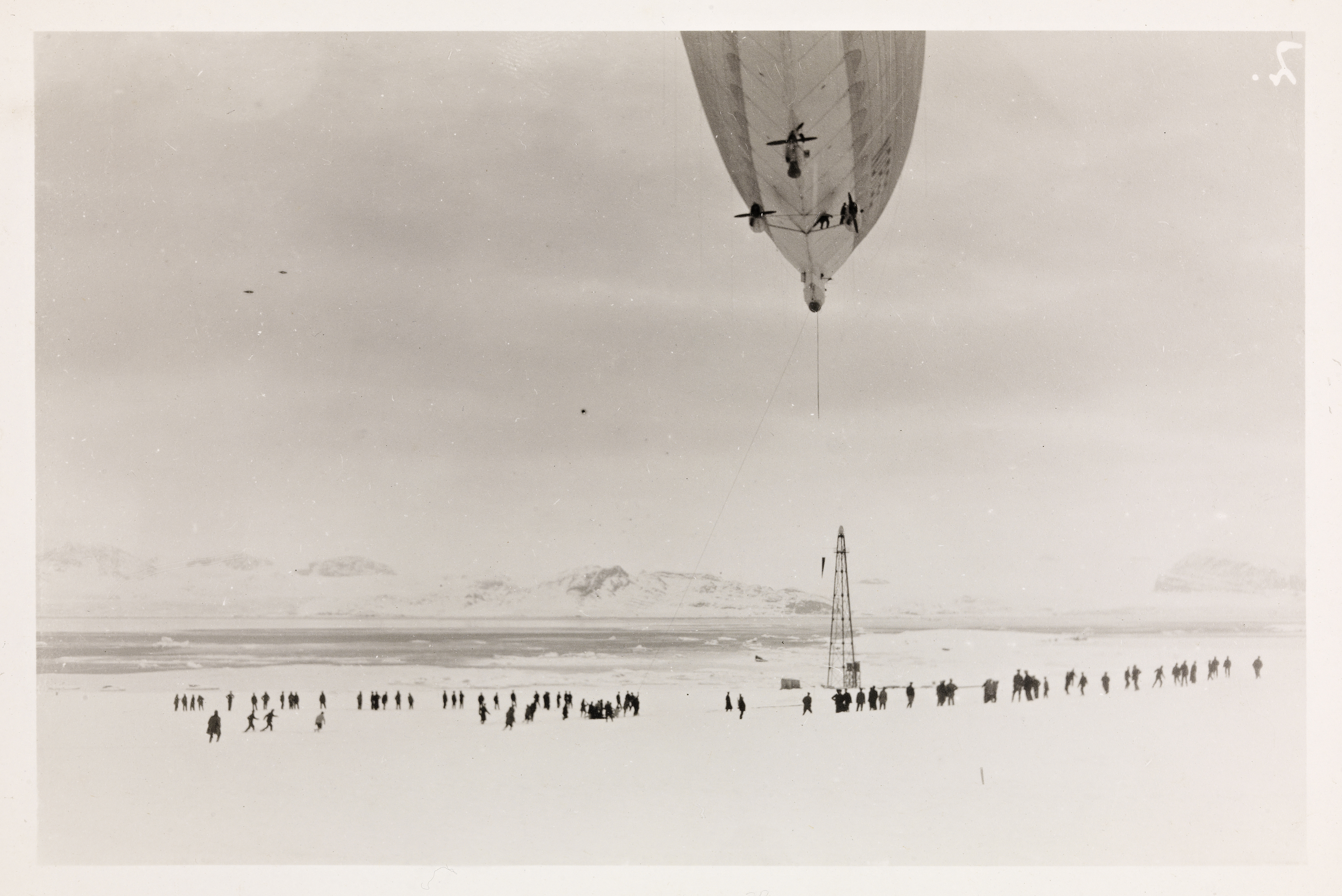
Norge vid förtöjningsmasten den 7 maj 1926
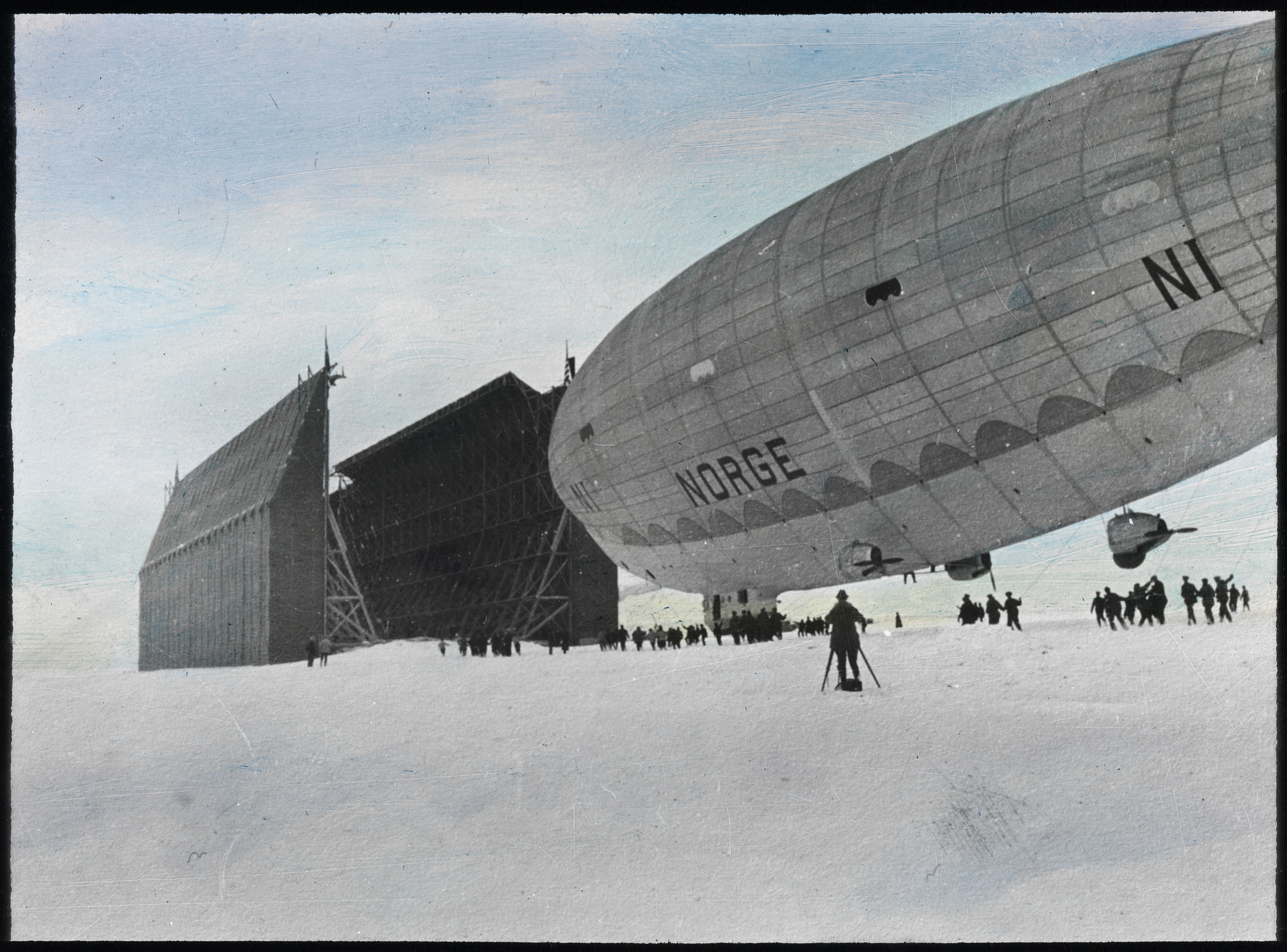
Norge dras in i hangaren den 7 maj 1926
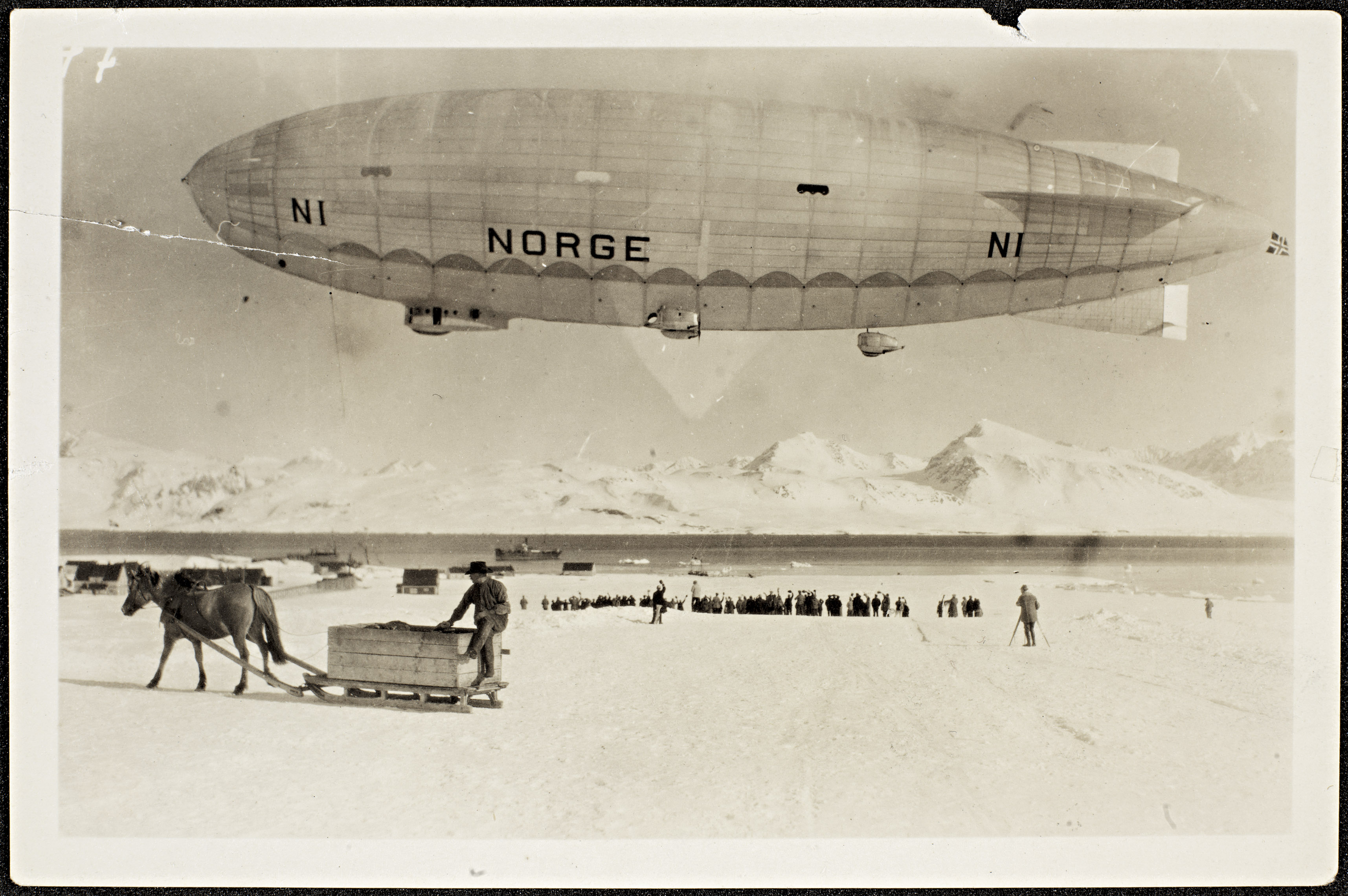
Norge över Ny-Ålesund den 11 maj 1926
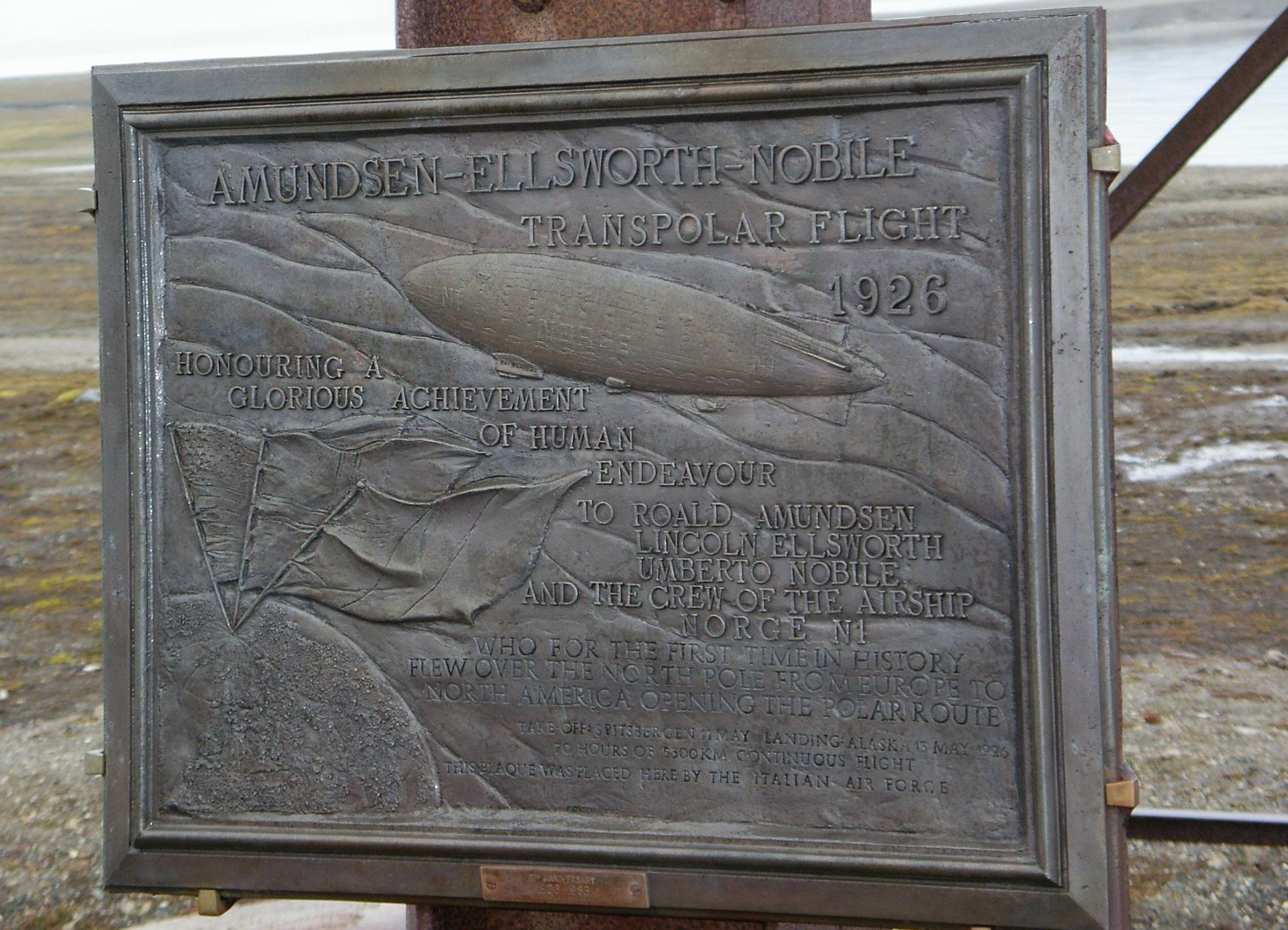
Minnesplatta i Ny-Ålesund
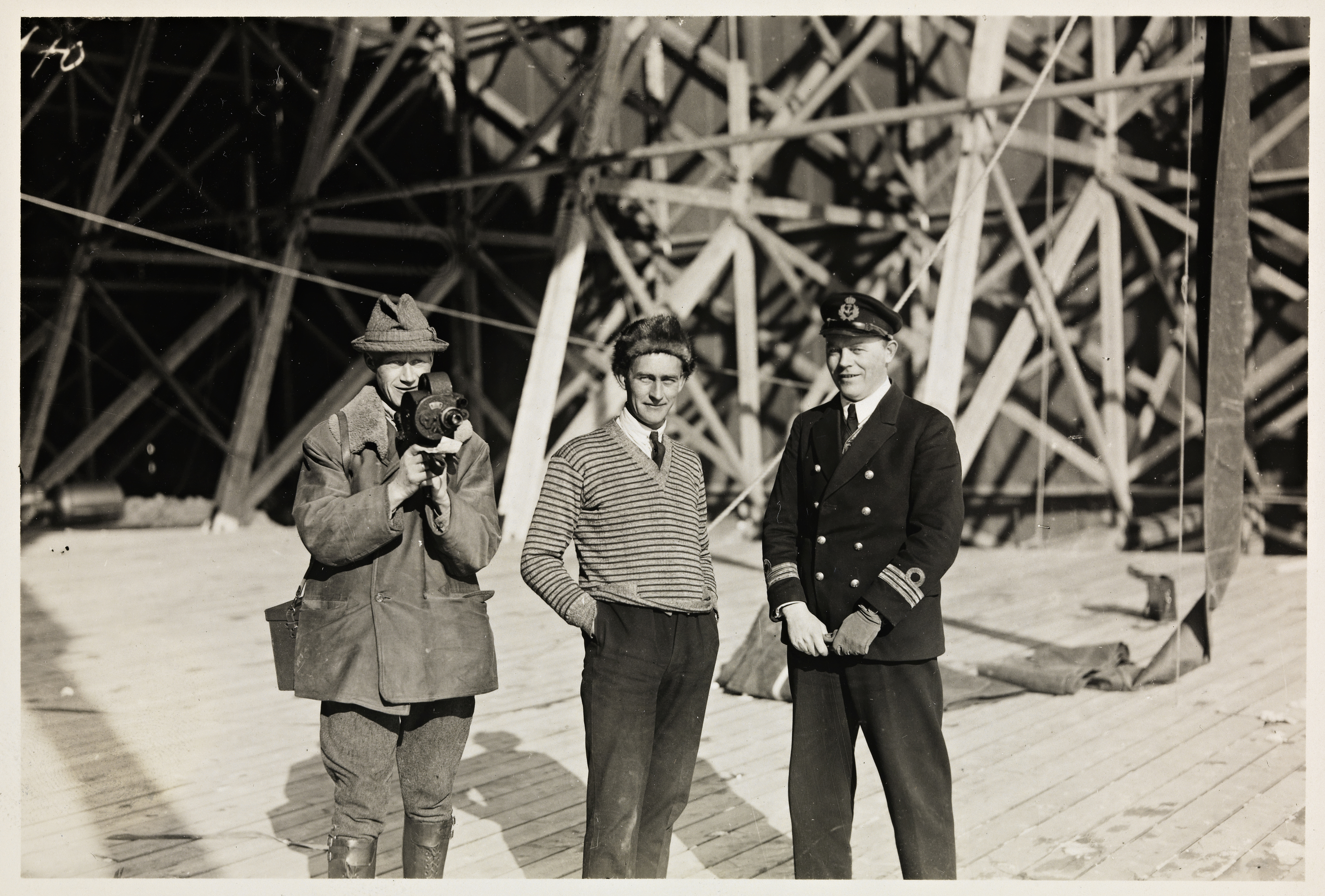
Filmfotografen Paul Berge, mekanikern Oskar Omdal och en tredje ej identifierad person framför hangaren i Ny-Ålesund 1926